# Venezuela a 2011-es úszó-világbajnokságon
Venezuela a 2011-es úszó-világbajnokságon 21 sportolóval vett részt.

## Műugrás
Férfi
| Versenyző                                                   | Esemény                        | Selejtező | Selejtező | Elődöntő          | Elődöntő          | Döntő               | Döntő               |
| Versenyző                                                   | Esemény                        | Pont      | Helyezés  | Pont              | Helyezés          | Pont                | Helyezés            |
| ----------------------------------------------------------- | ------------------------------ | --------- | --------- | ----------------- | ----------------- | ------------------- | ------------------- |
| Edickson David Contreras Bracho                             | Férfi 3 méteres műugrás        | 342.10    | 39        | Nem jutott tovább | Nem jutott tovább | Nem jutott tovább   | Nem jutott tovább   |
| Edickson David Contreras Bracho                             | Férfi 10 méteres toronyugrás   | 336.00    | 29        | Nem jutott tovább | Nem jutott tovább | Nem jutott tovább   | Nem jutott tovább   |
| Walter Enrique Rojas Dawson                                 | Férfi 10 méteres toronyugrás   | 361.40    | 25        | Nem jutott tovább | Nem jutott tovább | Nem jutott tovább   | Nem jutott tovább   |
| Edickson David Contreras Bracho Walter Enrique Rojas Dawson | Férfi 10 méteres szinkronugrás | 333.00    | 15        |                   |                   | Nem jutottak tovább | Nem jutottak tovább |

Női
| Versenyző                                                          | Esemény                      | Selejtező | Selejtező | Elődöntő          | Elődöntő          | Döntő               | Döntő               |
| Versenyző                                                          | Esemény                      | Pont      | Helyezés  | Pont              | Helyezés          | Pont                | Helyezés            |
| ------------------------------------------------------------------ | ---------------------------- | --------- | --------- | ----------------- | ----------------- | ------------------- | ------------------- |
| Beannelys Sujeis Velasquez Salazar                                 | Női 1 méteres műugrás        | 211.30    | 31        |                   |                   | Nem jutott tovább   | Nem jutott tovább   |
| Beannelys Sujeis Velasquez Salazar                                 | Női 3 méteres műugrás        | 171.40    | 40        | Nem jutott tovább | Nem jutott tovább | Nem jutott tovább   | Nem jutott tovább   |
| Maria Florencia Betancourt Ortega                                  | Női 1 méteres műugrás        | 204.90    | 34        |                   |                   | Nem jutott tovább   | Nem jutott tovább   |
| Maria Florencia Betancourt Ortega                                  | Női 10 méteres toronyugrás   | 267.50    | 20        | Nem jutott tovább | Nem jutott tovább | Nem jutott tovább   | Nem jutott tovább   |
| Lisette Casandra Ramirez Chancay                                   | Női 10 méteres toronyugrás   | 217.55    | 30        | Nem jutott tovább | Nem jutott tovább | Nem jutott tovább   | Nem jutott tovább   |
| Maria Florencia Betancourt Ortega Lisette Casandra Ramirez Chancay | Női 10 méteres szinkronugrás | 221.04    | 14        |                   |                   | Nem jutottak tovább | Nem jutottak tovább |

## Hosszútávúszás
Férfi
| Versenyző       | Esemény                             | Döntő     | Döntő    |
| Versenyző       | Esemény                             | Idő       | Helyezés |
| --------------- | ----------------------------------- | --------- | -------- |
| David Carrillo  | Férfi 5 kilométeres hosszútávúszás  | 1:00:19.8 | 35       |
| Johndry Segovia | Férfi 5 kilométeres hosszútávúszás  | 56:45.9   | 28       |
| Johndry Segovia | Férfi 10 kilométeres hosszútávúszás | 2:01:17.2 | 43       |
| Erwin Maldonado | Férfi 10 kilométeres hosszútávúszás | 1:56:52.8 | 33       |
| Erwin Maldonado | Férfi 25 kilométeres hosszútávúszás | 5:14:03.5 | 12       |
| Angel Moreira   | Férfi 25 kilométeres hosszútávúszás | DNF       | DNF      |

Női
| Versenyző      | Esemény                           | Döntő      | Döntő    |
| Versenyző      | Esemény                           | Idő        | Helyezés |
| -------------- | --------------------------------- | ---------- | -------- |
| Yanel Pinto    | Női 5 kilométeres hosszútávúszás  | 1:01:44.60 | 27       |
| Yanel Pinto    | Női 10 kilométeres hosszútávúszás | DNF        | DNF      |
| Andreina Pinto | Női 10 kilométeres hosszútávúszás | 2:02:32.5  | 19       |

Csapat
| Versenyző                                 | Esemény               | Döntő     | Döntő    |
| Versenyző                                 | Esemény               | Idő       | Helyezés |
| ----------------------------------------- | --------------------- | --------- | -------- |
| Erwin Maldonado Angel Moreira Yanel Pinto | Csapat hosszútávúszás | 1:02:32.0 | 11       |

## Úszás
Férfi
| Versenyző                                                                 | Esemény                          | Selejtező | Selejtező | Elődöntő          | Elődöntő          | Döntő               | Döntő               |
| Versenyző                                                                 | Esemény                          | Idő       | Helyezés  | Idő               | Helyezés          | Idő                 | Helyezés            |
| ------------------------------------------------------------------------- | -------------------------------- | --------- | --------- | ----------------- | ----------------- | ------------------- | ------------------- |
| Crox Ernesto Acuna                                                        | Férfi 100 méteres gyorsúszás     | 50.28     | 40        | Nem jutott tovább | Nem jutott tovább | Nem jutott tovább   | Nem jutott tovább   |
| Cristian Quintero                                                         | Férfi 200 méteres gyorsúszás     | 1:49.27   | 28        | Nem jutott tovább | Nem jutott tovább | Nem jutott tovább   | Nem jutott tovább   |
| Cristian Quintero                                                         | Férfi 400 méteres gyorsúszás     | 3:52.73   | 23        |                   |                   | Nem jutott tovább   | Nem jutott tovább   |
| Ricardo Monasterio                                                        | Férfi 800 méteres gyorsúszás     | 8:12.16   | 32        |                   |                   | Nem jutott tovább   | Nem jutott tovább   |
| Miguel Ferreira                                                           | Férfi 100 méteres mellúszás      | 1:02.29   | 44        | Nem jutott tovább | Nem jutott tovább | Nem jutott tovább   | Nem jutott tovább   |
| Octavio Alesi                                                             | Férfi 50 méteres pillangóúszás   | 23.99     | 18        | Nem jutott tovább | Nem jutott tovább | Nem jutott tovább   | Nem jutott tovább   |
| Octavio Alesi                                                             | Férfi 100 méteres pillangóúszás  | 53.56     | 34        | Nem jutott tovább | Nem jutott tovább | Nem jutott tovább   | Nem jutott tovább   |
| Crox Ernesto Acuna Octavio Alesi Daniele Tirabassi Cristian Quintero      | Férfi 4 × 100 méteres gyorsváltó | 3:19.18   | 14        |                   |                   | Nem jutottak tovább | Nem jutottak tovább |
| Daniele Tirabassi Crox Ernesto Acuna Ricardo Monasterio Cristian Quintero | Férfi 4 × 200 méteres gyorsváltó | 7:21.75   | 15        |                   |                   | Nem jutottak tovább | Nem jutottak tovább |

Női
| Versenyző      | Esemény                      | Selejtező | Selejtező | Elődöntő          | Elődöntő          | Döntő             | Döntő             |
| Versenyző      | Esemény                      | Idő       | Helyezés  | Idő               | Helyezés          | Idő               | Helyezés          |
| -------------- | ---------------------------- | --------- | --------- | ----------------- | ----------------- | ----------------- | ----------------- |
| Andreina Pinto | Női 200 méteres gyorsúszás   | DNS       | DNS       | Nem jutott tovább | Nem jutott tovább | Nem jutott tovább | Nem jutott tovább |
| Andreina Pinto | Női 400 méteres gyorsúszás   | 4:08.80   | 12        |                   |                   | Nem jutott tovább | Nem jutott tovább |
| Andreina Pinto | Női 800 méteres gyorsúszás   | 8:33.62   | 15        |                   |                   | Nem jutott tovább | Nem jutott tovább |
| Andreina Pinto | Női 1500 méteres gyorsúszás  | 16:23.96  | 14        |                   |                   | Nem jutott tovább | Nem jutott tovább |
| Jeserick Pinto | Női 50 méteres pillangóúszás | 27.91     | 32        | Nem jutott tovább | Nem jutott tovább | Nem jutott tovább | Nem jutott tovább |

## Szinkronúszás
Női
| Versenyző                        | Esemény               | Selejtező | Selejtező | Döntő               | Döntő               |
| Versenyző                        | Esemény               | Pont      | Helyezés  | Pont                | Helyezés            |
| -------------------------------- | --------------------- | --------- | --------- | ------------------- | ------------------- |
| Greisy Gomez                     | Egyéni rövid program  | 74.700    | 23        | Nem jutott tovább   | Nem jutott tovább   |
| Greisy Gomez                     | Egyéni szabad program | 74.490    | 21        | Nem jutott tovább   | Nem jutott tovább   |
| Rosmaria Avila Fredmary Zambrano | Páros rövid program   | 71.400    | 35        | Nem jutottak tovább | Nem jutottak tovább |
| Rosmaria Avila Fredmary Zambrano | Páros szabad program  | 70.550    | 35        | Nem jutottak tovább | Nem jutottak tovább |